# BTR-40
BTR-40 je sovjetski oklopno vozilo na kotačima namijenjeno transportu vojnika i izviđanju. Ukupno je napravljeno oko 8.500 primjeraka.